# Поморник чилійський
Поморник чилійський (Stercorarius chilensis) — вид морських птахів родини поморникових (Stercorariidae).

## Поширення та чисельність
Птах гніздиться вздовж південного узбережжя Південної Америки від центрального Чилі до півдня Аргентини. На зимівлю мігрує на північ до Бразилії та Перу.
Загальна чисельність виду, за оцінками 1996 року, становила близько 10 тис. птахів.

## Опис
Великий птах завдовжки 53–58 см і вагою 1,1–1,7 кг; розмах крил — 130—138 см. Оперення коричневе, на череві та грудях світло-коричневе.

## Спосіб життя
Морські хижаки. Полюють на рибу у морі, збирають на березі морських тварин, яких викинуло хвилями, тощо. Для виду характерний клептопаразитизм — вони крадуть здобич в інших птахів. Живляться також падаллю, нападають на хворих птахів, грабують гнізда інших птахів, забираючи яйця та пташенят.
Розмноження починається в листопаді, при цьому особини утворюють колонії високої щільності. Гніздо будують на землі. У кладці 1-2 яйця.